# Karat Records
Karat Records est un label parisien de musique électronique fondé par un couple de disquaires Rouennais, Laetitia et Alexandre. Après avoir ouvert leur magasin à Paris en 1999 ils commencent à produire sur leur label des artistes comme Ark, Chloé, Sonja Moonear, Feadz ou M. Oizo. Ils organisent depuis régulièrement des soirées dans des lieux comme le Rex, le River's King ou le Trabendo.